# هانس مارک
هانس مارک (به انگلیسی: Hans Mark)؛ زادهٔ ۱۷ ژوئن ۱۹۲۹ یک سیاست‌مدار اهل ایالات متحده آمریکا و یکی از مدیران پیشین اداره کل ملی هوانوردی و فضا (ناسا) است.